# アフェト・イナン

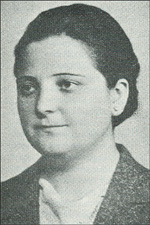
アフェト・イナン

アイシェ・アフェト・イナン（トルコ語: Ayşe Afet İnan、1908年11月29日 - 1985年6月8日）は、トルコの歴史家、社会学者。ムスタファ・ケマル・アタテュルクの養女である。
オスマン帝国下のセラーニク（テッサロニキ）に生まれた。1925年にブルサ女子教員養成大学を卒業し、イズミルの小学校に勤め始める。同年10月にイズミルを訪れたアタテュルクと会い、フランス語を学ぶためスイスのローザンヌに送られた。1927年に帰国し、イスタンブールのノートル・ダム・ド・シオン女学院に入学、修了後は中学校の歴史教諭になった。1935年に再びスイスに渡り、ジュネーヴ大学で歴史を専攻。卒業後の1939年に社会学の博士号（PhD）を取得した。1950年にアンカラ大学教授に就任した。
トルコ歴史学会の創設にも携わった。
夫のルファト・イナン、娘のアル、息子のデミールを残し、アンカラで亡くなった。
トルコ歴史学会はイナン家と協同で、隔年でアフェト・イナン歴史研究賞を授与している。